# Senat (Belize)
Der Senat im mittelamerikanischen Belize bildet gemeinsam mit dem Repräsentantenhaus die belizische Nationalversammlung.
Der Senat in Belize hat zwölf Senatsmitglieder und einen Senatspräsidenten und kann verglichen werden mit dem House of Lords in Großbritannien. Jedes Senatsmitglied wird vom Generalgouverneur ernannt, wobei folgende Regelung zur Anwendung kommt:
- Sechs Senatsmitglieder werden nach Empfehlung des Premierministers ernannt
- Drei Senatsmitglieder werden nach Empfehlung des Oppositionsführers ernannt
- Ein Senatsmitglied wird nach Empfehlung des Kirchenrates (Belize Council of Churches und Evangelical Association of Churches) ernannt
- Ein Senatsmitglied wird nach Empfehlung der Handelskammer und Industriellenvereinigung ernannt
- Ein Senatsmitglied wird nach Empfehlung von Gewerkschaft und des Komitees der Zivilgesellschaft ernannt

Die Aufgabe des Senats ist die Ratifizierung aller Verträge der belizischen Regierung, sowie die Ernennung der Botschafter, des Präsidenten und der Richter des Obersten Gerichtshofes, der Richter des Berufungsgerichtes und andere.

## Derzeitige Senatoren
- Phillip Zuniga (Senatspräsident)
- Vincent Parks (Vizepräsident)
- Richard Bradley
- E. Roy Cayetano
- Dolores Balderamos-Garcia
- Esther Ayuso-Ramirez
- Rene Gomez
- Godwin Hulse
- Moises Chan
- Diego Bol
- Deborah Mencias-McMillan
- Lisa Shoman (Außenministerin)
- David Hoy